# Demian
Demian, sous-titré : Histoire de la jeunesse d'Émile Sinclair, (titre original : Demian. Die Geschichte einer Jugend) est un roman initiatique écrit par Hermann Hesse et publié en 1919. À sa sortie, le roman connaît un succès auprès de la jeunesse allemande d’entre-deux-guerres et suscite l'admiration de Thomas Mann.
Le roman est publié pour la première fois en 1919 sous le pseudonyme d'Emil Sinclair, en référence au diplomate et écrivain allemand Isaac von Sinclair, ami de Friedrich Hölderlin. Il porte alors le titre de Demian. Die Geschichte einer Jugend. À partir de 1920, l'ouvrage paraît sous le vrai nom de l'auteur et sous le titre Demian. Die Geschichte von Emil Sinclairs Jugend.
En France, il paraît pour la première fois en 1930 aux éditions Stock. En 1946, l'auteur reçoit le prix Nobel de littérature. Le roman est de nouveau publié dans une nouvelle traduction en 1974.
L'écriture de ce livre est liée de près à la rencontre de Hermann Hesse — qui traversait alors une crise existentielle — avec des psychanalystes comme l'élève de Jung et Josef Bernhard Lang et Jung lui-même,.
Demian est le premier de ses livres, avant Siddhartha et Le Loup des steppes, traitant du thème de l'étranger qui ne doit pas craindre de quitter le monde pour mieux se découvrir.

## Histoire

### Introduction
Demian raconte l'enfance et la jeunesse d'Émile Sinclair (la version française adapte le prénom du personnage principal qui se prénomme Emil dans le texte original) du point de vue de l'auteur. L'évolution du protagoniste se présente sous la forme d'étapes, allant de l'âge de dix ans jusqu'à la maturité d'adulte du personnage, capable de réfléchir par lui-même. À chaque étape, Sinclair gagne en confiance en soi et en individualité, et se retrouve davantage en lui-même.

### Déroulement

#### Deux mondes
Dès l'enfance, Sinclair ressent l’existence de deux mondes dans sa vie : le premier est celui des parents, un monde de chaleur, de lumière, de clarté et de propreté, cadré par des règles et où règne l'amour et le respect. Le deuxième est, à l'inverse, un monde d'interdits, de noirceur, de mal, un monde violent, ce qui paradoxalement le rend d'autant plus captivant et attirant —même s'il est effrayant — aux yeux de Sinclair.
Alors qu'il se vante d'exploits inventés de toutes pièces (ici, d'avoir volé des pommes) pour imiter les gamins du voisinage et ne pas être désagréable au « chef », Frantz Kromer, ce dernier menace le naïf Sinclair de le dénoncer au propriétaire du verger. Comme Sinclair n'est pas en mesure de lui donner la somme d'argent qu'il lui réclame contre son silence — Sinclair ne reçoit pas encore d'argent de poche — Kromer le tient à sa merci et le soumet à toutes ses volontés. Le jeune Sinclair se sent alors de plus en plus emporté par le monde sombre : chez lui, il se met à voler de l'argent et se refuse à avouer la vérité à ses parents. Dans les semaines qui suivent, il est sujet à des cauchemars et à des angoisses incessantes, et se renferme de plus en plus face à ses parents. C'est plein d'anxiété qu'il voit son monde sacré s'effondrer.

#### Caïn et le Larron
Finalement, Max Demian intègre son école. Ce dernier éveille l'intérêt de nombreux camarades de classes et donne à Sinclair l'impression d'être très intelligent et adulte. Au cours d'une promenade, Demian lui fait part de son interprétation personnelle de l'histoire d'Abel et Caïn, selon laquelle le signe de Caïn ne serait pas une marque visible, en somme une marque corporelle de sa faute, mais un signe de supériorité et de force de caractère. Lors d'une deuxième rencontre, Demian propose à Sinclair de s'essayer à l'art de lire dans les pensées. Il devine que Sinclair est soumis au joug de Kromer. Lorsque Sinclair voit ses soucis disparaître grâce à l'aide de Demian, il cède à l'euphorie. Il est en revanche incapable d'éprouver de gratitude pour Demian. Au lieu de cela, Sinclair retrouve le monde sacré du foyer familial et prend ses distances à l'égard de son camarade.
Arrivé à la puberté, Sinclair ressent les impulsions du monde interdit. Il comprend que ce dernier est également présent en lui, et qu'il lui est impossible de simplement l'oublier ou de le refouler. Sinclair retrouve Demian en classe d'enseignement religieux. Tous deux se rapprochent, et deviennent amis. Sinclair voit en Demian un frère spirituel. Ce dernier lui montre, entre autres, comment il est possible de contrôler les personnes uniquement par la volonté. Demian l'influence par-dessus tout d'un point de vue religieux. Par exemple, il considère le Dieu de la bible comme incomplet, en cela qu'il ne représente que la moitié du monde, tandis que la moitié restante serait attribuée au diable.
Cette vision des choses rappelle à Sinclair la contradiction entre ses deux mondes, il comprend qu'il ne s'agit pas là d'un conflit personnel, mais d'un problème qui concerne tous les humains. Demian ajoute que les idées de l'autre moitié doivent également exister. Chacun devrait choisir ce qui est permis et ce qui est interdit, puisque les règles ainsi que les conventions sociales changent avec le temps et que les interdits ne sont valables qu'à leurs époques respectives. Peu avant la confirmation, Demian semble prendre ses distances vis-à-vis de Sinclair. Pour la première fois, Émile voit Max dans un état de transe, complètement retiré en lui-même.

#### Béatrice
À l'âge de seize ans, Sinclair intègre un internat. Loin de Demian, ses conflits intérieurs resurgissent. Alphonse Beck, le plus âgé de la pension, l'entraîne à boire, de telle sorte qu'il se forge une véritable réputation de pilier de bar et présente un comportement de plus en plus autodestructeur. Il vit alors un chaos intérieur : alors qu'il se voit glisser vers le diable et le monde interdit, Sinclair aspire à un nouvel amour et repense à son ami Demian. Sinclair apparaît également comme une épave aux yeux des autres, et par-dessus tout aux yeux de ses parents, qui lors d'une visite de leur fils, le reconnaissent à peine.
Ses conflits intérieurs commencent à s'apaiser lorsqu'il fait la rencontre d'une jeune femme qu'il admire secrètement. Il l'appelle Béatrice, en référence à une peinture anglaise qu'il ne quitte jamais et qui représente Beatrice Portinari, l'amour de jeunesse de Dante. Il la sacralise et tourne soudainement le dos au monde du Mal. Il commence à réaliser des peintures représentant sa Béatrice. Ces dernières semblent présenter des caractéristiques et des traits propres à Demian, et également plus tard, à lui-même. Sa connexion intérieure avec les peintures développe chez lui un idéal nouveau qui le guide. Enfin, il peint l'image d'un oiseau, vu en rêve, qui émerge d'une sphère terrestre, et il l'envoie à Demian.

#### L'oiseau cherche à se dégager de l'œuf et le combat de Jacob
Bientôt, Sinclair retrouve un billet dans son livre de classe, sur lequel figurent ces mots « L'oiseau cherche à se dégager de l'œuf. L'œuf est le monde. Celui qui veut naître doit détruire un monde. L'oiseau prend son vol vers Dieu. Ce Dieu se nomme Abraxas. »
Au cours suivant, Sinclair apprend qu'Abraxas est le nom d'une entité qui associe le divin et le diabolique. Son intérêt pour la mystérieuse figure divine est aussitôt éveillé. Après de vaines recherches à la bibliothèque, il se rend auprès d'un organiste du nom de Pistorius. Ce dernier lui parle d'Abraxas comme étant l'un des deux mondes contradictoires, et également du « grand patrimoine humain » qui est en germe dans chacun des êtres humains. Tout ce qui a un jour vécu dans l'âme humaine se retrouve dans chaque individu. Celui qui en est conscient est un humain au sens propre. Pistorius conforte Sinclair dans l'idée qu'il doit écouter sa propre voix plutôt que l'avis des autres. Son statut de théologien ne l'empêche pas de douter de la foi chrétienne, il se réfère à Abraxas.
Entretemps, l'aura de Sinclair attire vers lui son camarade de classe Knauer, qui traverse une crise spirituelle et cherche en lui un guide. Sinclair réussit à empêcher le suicide de Knauer. Émile se sépare de son guide Pistorius, après l'avoir involontairement critiqué et blessé. Alors qu'il se repent de la tournure des choses, il comprend l'importance de ne pas suivre la voie du « troupeau », en écoutant son moi intérieur. Toute personne a une « mission » que lui attribue le destin  et qu'elle doit suivre.

#### Ève et Le commencement de la fin
Lorsque Sinclair entre à l'université, il rencontre à nouveau Demian, guidé une fois encore par sa volonté intérieure. Il observe à présent les étudiants et leur vie désordonnée d'une toute autre manière, et se sent étranger à ce monde. Après une visite à la mère de Demian, qui lui permet de l'appeler « Ève », Sinclair reconnaît en elle le visage qu'il voyait en rêve et qu'il peignait. Elle devient son rêve, elle est pour lui un démon et une mère, une part de son destin et un objet d'amour, elle lui donne la force de croire en lui. Eve, Sinclair et Demian forment au cours des mois suivants une communauté harmonieuse et unie par le signe de Caïn. Ensemble, ils se préparent à l'effondrement et au renouveau de l'Europe qu'ils pressentent et tiennent pour nécessaire. Ève sent l'amour qu'éprouve Sinclair pour elle et lui explique qu'elle ne s'offrira pas à lui mais qu'elle veut être conquise et ce, par la puissance de son amour. Mais il n'y parvient pas à temps. Lorsque la certitude de Sinclair est assez forte pour l'attirer vers lui, Ève ne peut y répondre, car le grand tournant s'amorce : le monde semble s'écrouler, la Première Guerre mondiale a éclaté. Les amis se séparent et suivent leur destinée : ils doivent entrer en guerre. Sinclair rencontre une dernière fois son guide dans un hôpital militaire, où il reçoit un baiser d'Ève. Le lendemain, Demian disparaît : Sinclair n'a plus besoin de lui, Demian fait désormais partie de lui, et Émile est enfin prêt à suivre sa propre voie, qui lui est désormais connue.

## Hommages
- Dans l'album Abraxas de Santana (1970) figure la citation suivante du roman, en anglais :

« We stood before it and began to freeze inside from the exertion. We questioned the painting, berated it, made love to it, prayed to it: We called it mother, called it whore and slut, called it our beloved, called it Abraxas. »
- Le groupe de rock français Demians porte ce nom en référence au roman.
- Le groupe de k-pop BTS a réalisé plusieurs courts métrages ainsi qu'un clip intitulé Blood, Sweat & Tears (de l'album Wings) en s'inspirant de ce livre. Les références très nombreuses au livre ainsi que les extraits lus dans celui-ci par Kim Nam-joon (RM) permettent d'interpréter le clip de la sorte : Kim Tae-hyung (V) joue le rôle de Demian, Kim Seok-jin (Jin) joue celui de Sinclair tandis que les autres membres jouent ses alters égos.
- Dans la série télévisée Héros Fragile, au début du premier épisode, la citation « L’oiseau cherche à se dégager de l’œuf » apparaît, comme une épigraphe.